# Relaciones Estados Unidos-Noruega
Las relaciones Estados Unidos-Noruega son las relaciones diplomáticas entre Estados Unidos y Noruega. Los Estados Unidos y Noruega tienen una larga tradición de relaciones positivas.
La Revolución americana de 1776 tuvo un profundo impacto en Noruega, y los ideales democráticos de la Constitución de los Estados Unidos sirvieron de modelo para los autores de la propia Constitución de Noruega de 1814. La estrecha relación entre las dos naciones fue reforzado por la masiva emigración noruega a los Estados Unidos durante el período 1825–1940, cuando más de 850,000 noruegos construyeron nuevos hogares en los Estados Unidos y ayudaron a construir la nación. Durante la era de la posguerra, tanto el Plan Marshall como el fuerte compromiso común con OTAN han contribuido al poderoso vínculo entre los dos países. El amistoso estado de la relación bilateral se reforzó cuando el Rey Harald V de Noruega recibió la visita del Presidente de los Estados Unidos Bill Clinton en noviembre de 1999, la primera visita a Noruega de un Presidente de los Estados Unidos en funciones.
Las excelentes relaciones entre Noruega y los Estados Unidos, y la Misión en Oslo pueden centrar sus esfuerzos en proyectos que sirven a intereses mutuos. Entre ellos se está ampliando el éxito de la OTAN en garantizar la seguridad transatlántica, promover nuevas oportunidades de negocios entre las dos naciones, trabajar con el Consejo Ártico para preservar el medio ambiente Ártico y con Rusia en particular en el Mar de Barents, que ayuda a las naciones bálticas a encontrar su lugar en la nueva Europa y capitaliza la tecnología de la información para promover los derechos humanos y el sentido de comunidad mundial.
De acuerdo con el Informe de liderazgo global de EE. UU. de 2012, el 46% de noruegos aprueba el liderazgo de EE. UU., con un 21% de desaprobación y un 33% de incertidumbre.

## Embajadas
Los Estados Unidos mantienen una embajada en Oslo.
El embajador de los Estados Unidos en Noruega está a cargo de la embajada de los Estados Unidos en Oslo.
Principales funcionarios de los Estados Unidos:
- Embajador - Kenneth Braithwaite
- Encargado de Negocios, Jefe Adjunto de Misión - Jim DeHart
- Consejero de Asuntos Económicos y Políticos - Eric J. Carlson
- Oficial de Asuntos Públicos - Ann Barrows McConnell
- Jefe consular - William Whitaker
- Defensa y agregado naval - Capitán Gary A. Rogeness, USN
- Agregado del ejército - Col Reneé Underwood, EE. UU.
- Agregado de aire - Col Aaron W. Steffens
- Jefe de la Oficina de Cooperación para la Defensa - Teniente Coronel Richard Rosenstein
- Oficial de Gestión - Tom Canahuate
- Jefe de la Sección Comercial / Servicio Comercial de los Estados Unidos - Vidar Keyn
- Oficial de Seguridad Regional - Kenneth D. Lindberg

Noruega mantiene una embajada en Washington D. C., y cuatro consulados; en Nueva York, Houston, San Francisco y Minneapolis. Esta Embajada es la representación diplomática más grande de Noruega.

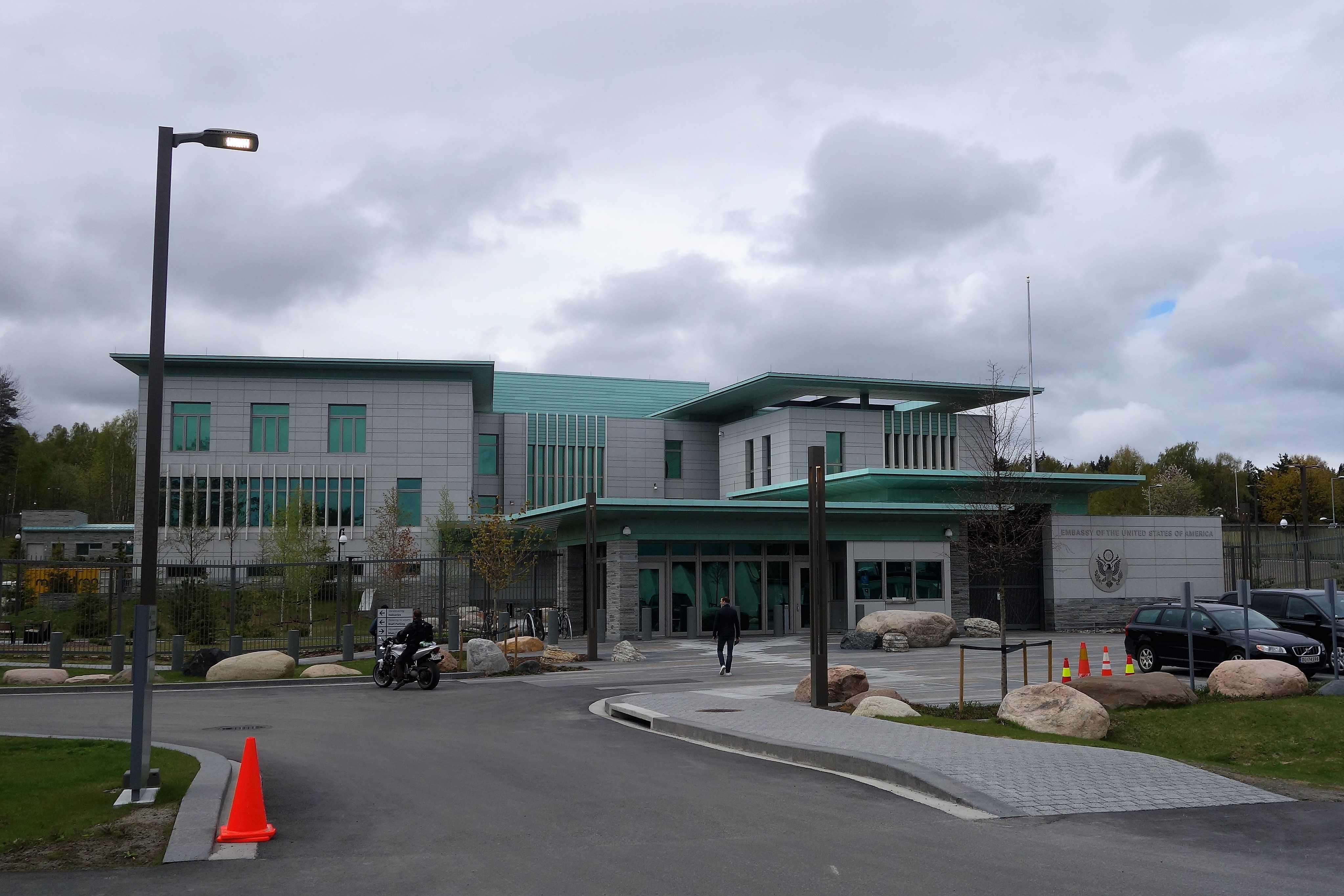
La embajada de Estados Unidos en Oslo.
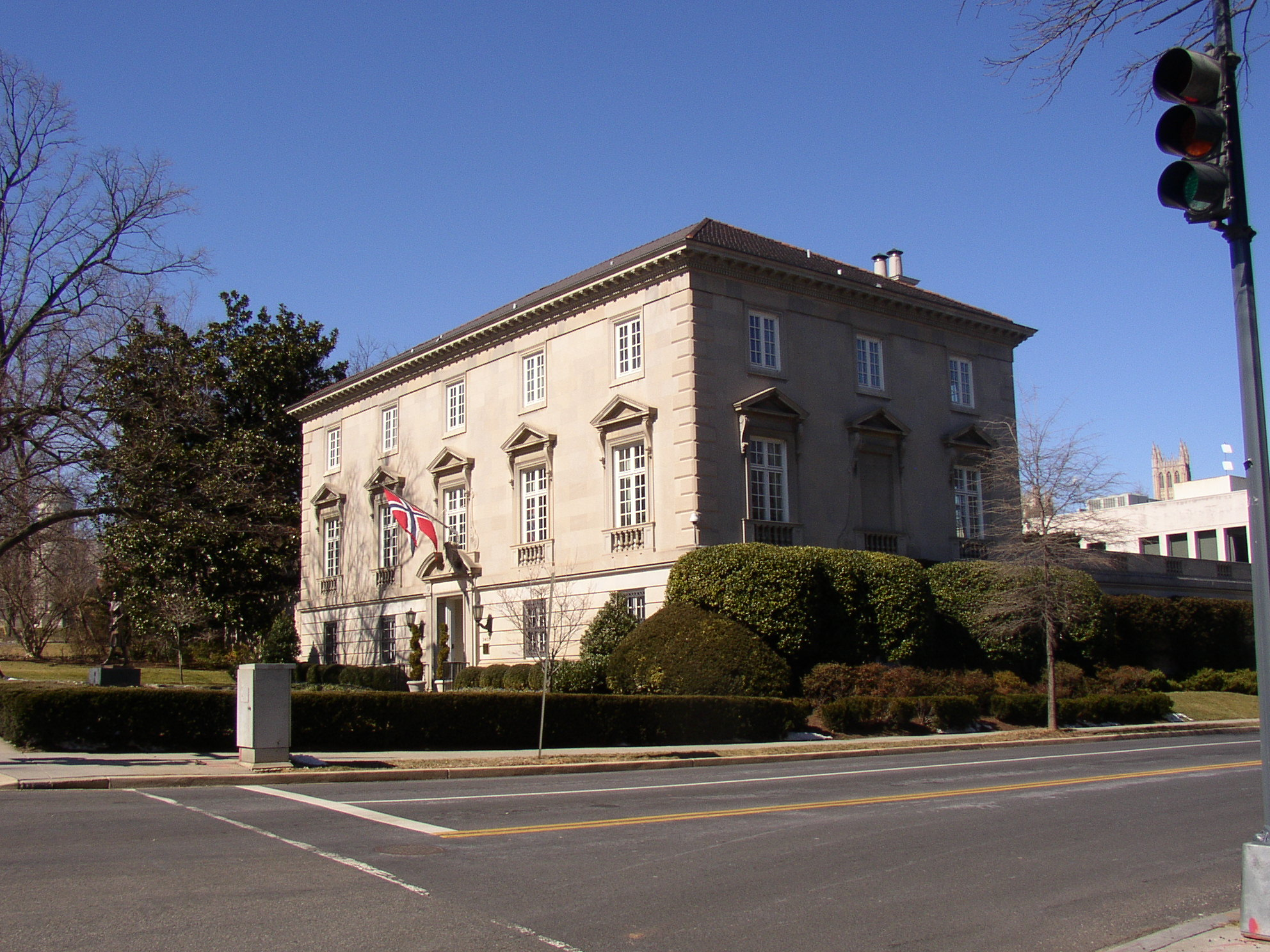
La Embajada de Noruega en Washington D.C..
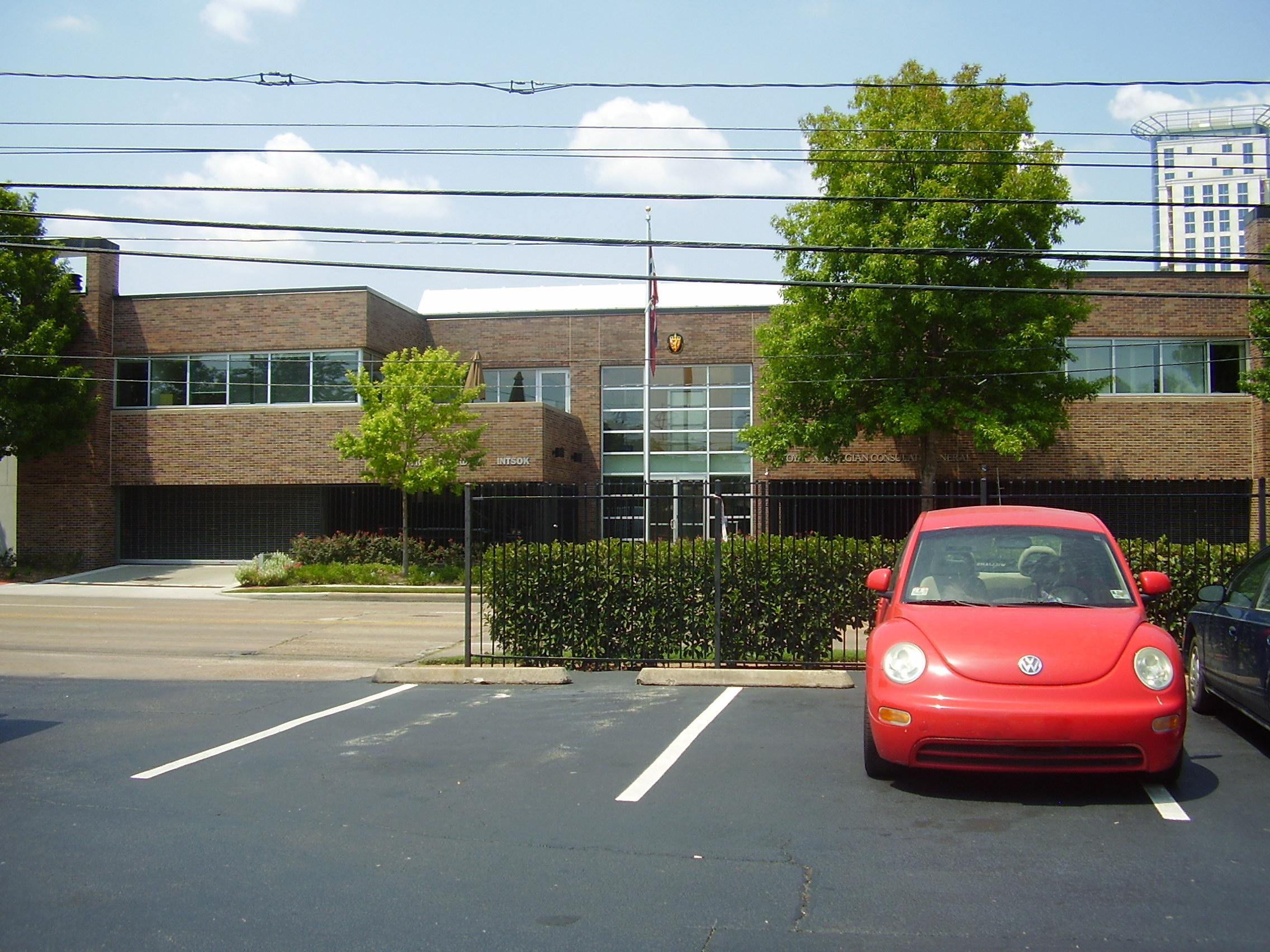
Consulado General de Noruega en Houston.
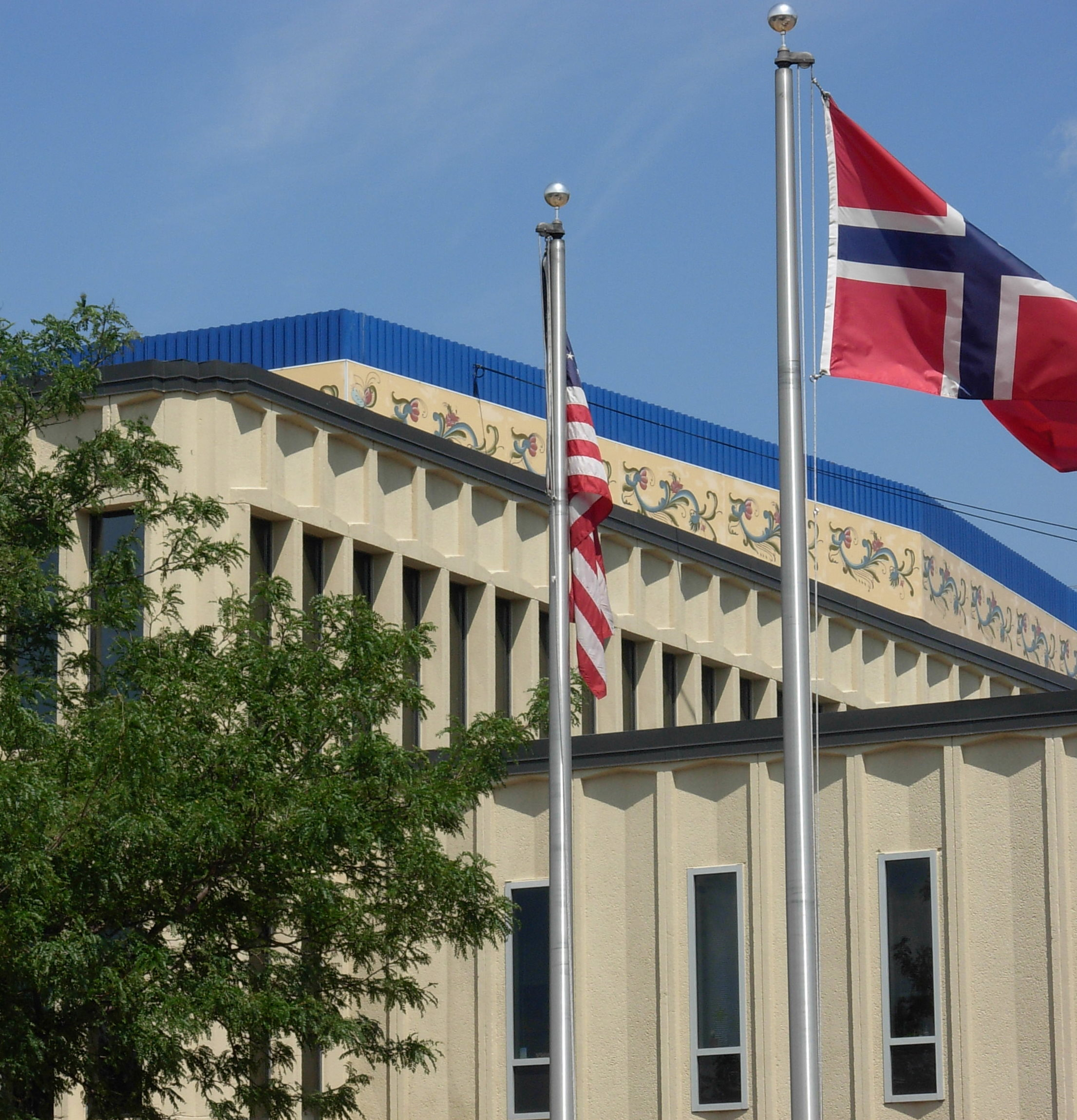
Sons of Norway Edificio en Minneapolis, Minnesota

## Noruegos-estadounidenses

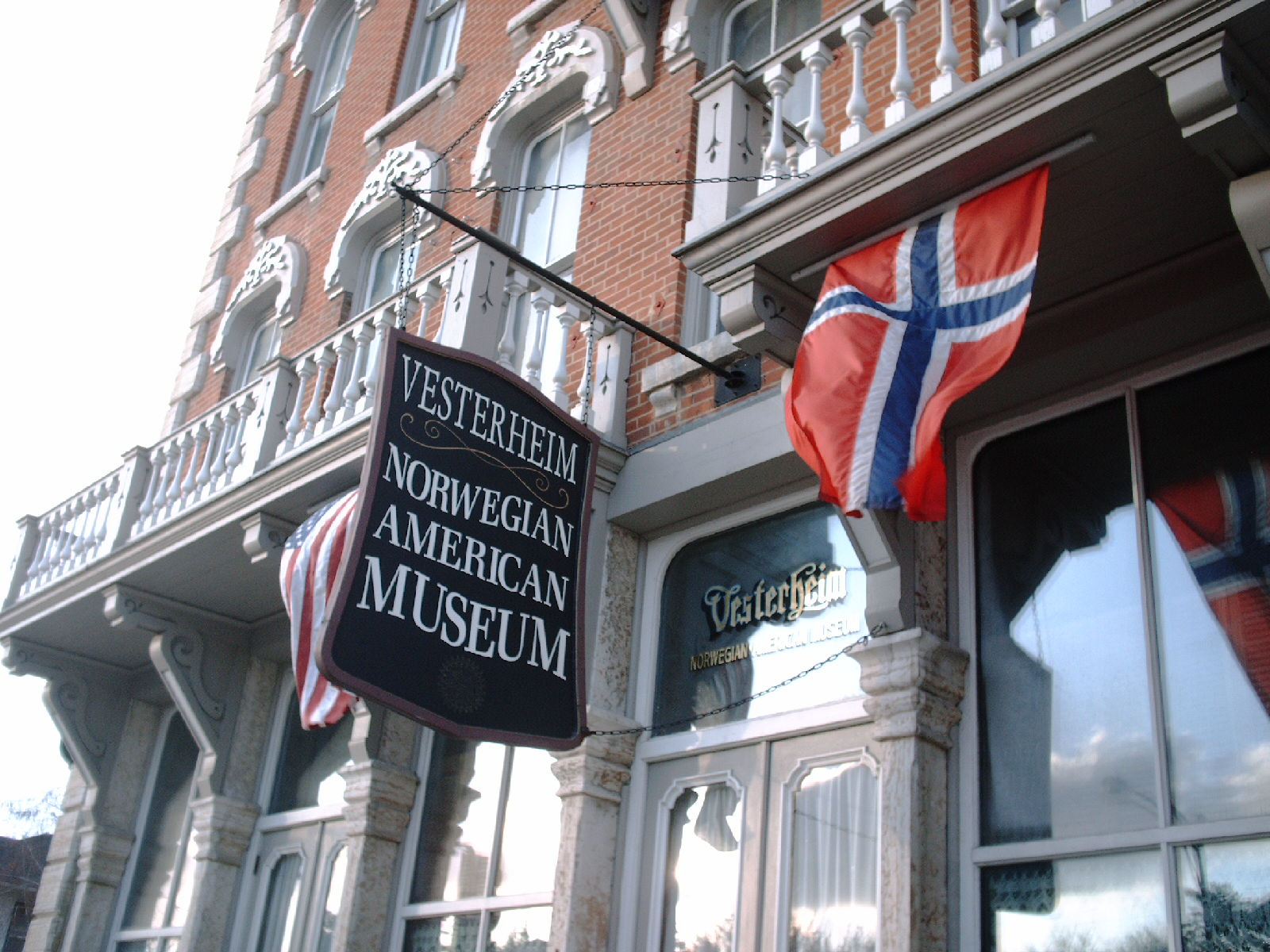
Museo noruego-americano de Vesterheim.

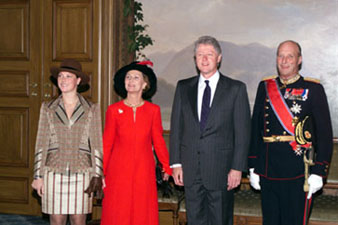
El presidente de los Estados Unidos Bill Clinton con la familia real noruega en 1999.

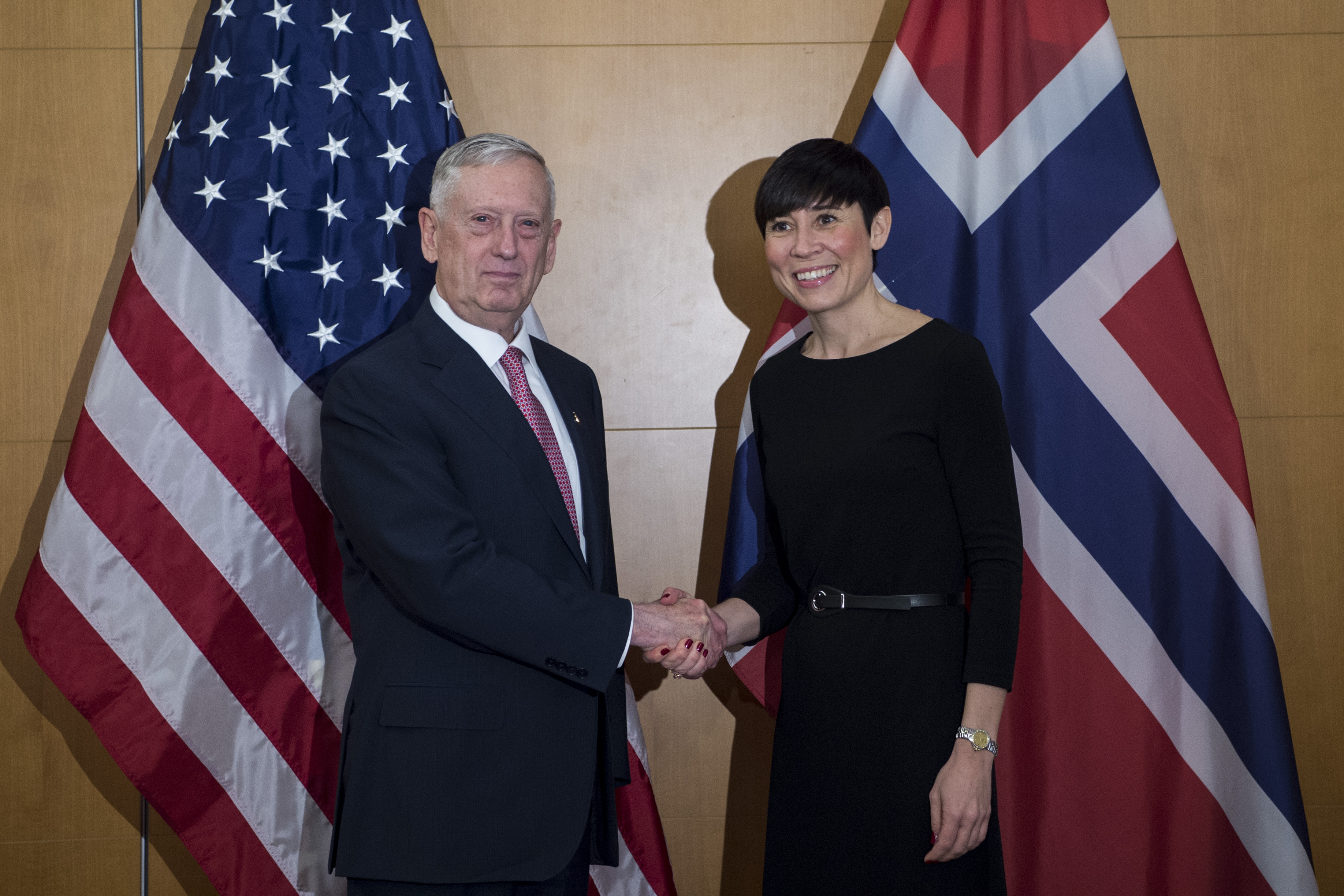
Secretario Jim Mattis con la ministra Ine Marie Eriksen Søreide, 2017.

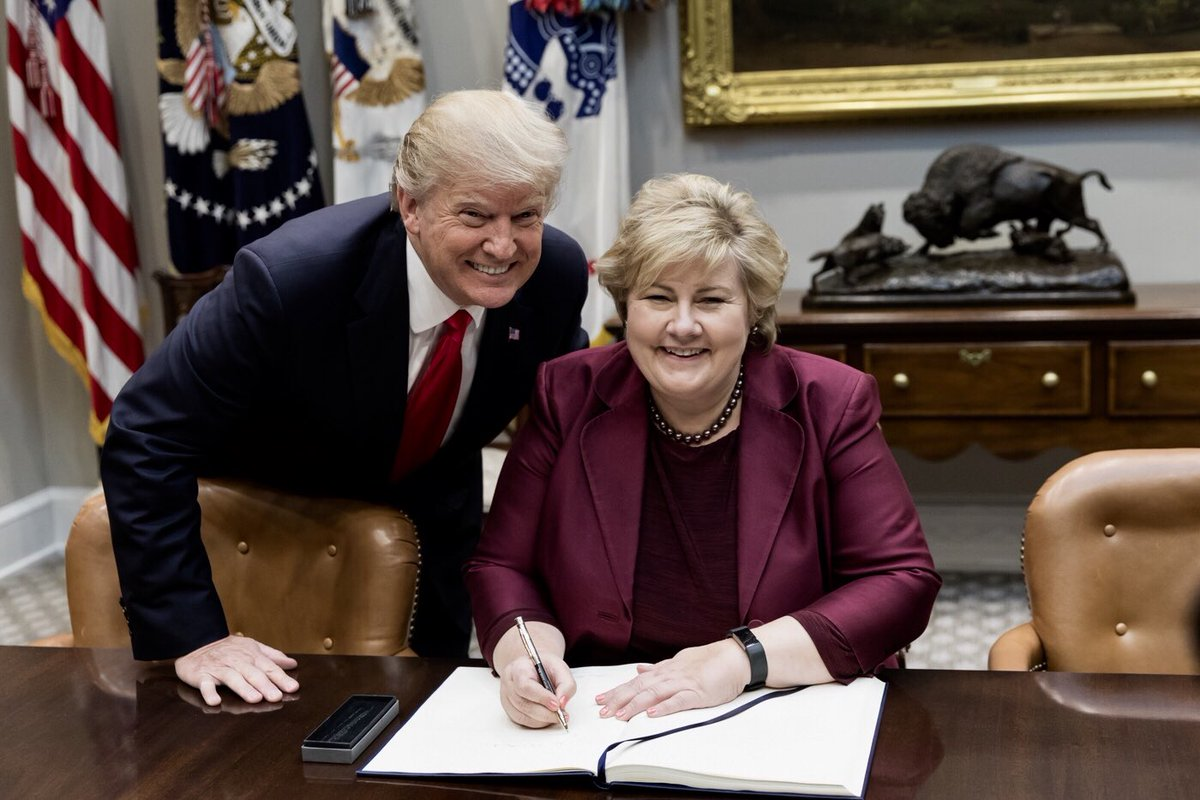
El presidente Donald Trump y el primer ministro Erna Solberg en 2018.

Hay más de 4,5 millones de personas de origen noruego en los Estados Unidos hoy. De estos, aproximadamente tres millones afirman que "noruego" es su ancestro único o primario.
- Un poco más del 2% de blancos en los Estados Unidos son de ascendencia noruega. En la región Norte del Medio Oeste, especialmente Minnesota, Wisconsin occidental, norte de Iowa, y ambas Dakotas, más del 15% de los blancos son de ascendencia noruega. Casi un tercio de todos los habitantes de Dakota del Norte afirman que son de ascendencia noriega.[cita requerida]
- El 55% de los noruegos estadounidenses viven en el Medio Oeste, aunque un gran número (21%) vive en los Estados del Pacífico de Washington, Oregón, y California.
- Los noruegos estadounidenses celebran y mantienen su patrimonio de muchas maneras. Gran parte de esto se centra en las iglesias luteranas-evangélicas en las que nacieron, pero también en costumbres culinarias (lutefisk y lefse), trajes (bunad), y los días festivos noruegos (Syttende Mai, 17 de mayo) son populares. Un número de ciudades en los Estados Unidos, particularmente en el Medio Oeste Superior, muestran influencias noruegas muy fuertes.
- Aunque los noruegos fueron los más numerosos de todos los grupos de inmigrantes escandinavos, otros escandinavos también emigraron a Estados Unidos durante el mismo período. Hoy en día, hay 11-12 millones de estadounidenses de ascendencia escandinava. Los descendientes escandinavos representan alrededor del 6% de la población blanca en los Estados Unidos en general, y más del 25% de la población blanca del Medio Oeste Superior.
- Los norteamericanos noruegos tienden a ser luteranos (luteranismo noruego-estadounidense), aunque las minorías importantes son católicos o pertenecen a otras denominaciones protestantes.
- Hay más personas de ascendencia noruega en América que en Noruega. Históricamente, las altas tasas de natalidad en los últimos cien años entre los norteamericanos noruegos dieron como resultado que casi se cuadruplicaron en población con respecto a los 850.000 inmigrantes originales.

## Consulados noruegos en los Estados Unidos.

### Minneapolis
En 1906 Noruega abrió un consulado en Minneapolis. Se convirtió en un consulado general en 1946. En 2001, el gobierno noruego planeó cerrar el consulado, pero permaneció abierto después de que grupos noruegos americanos presionaron para mantenerlo abierto. En 2007, el gobierno noruego volvió a anunciar planes para cerrar el consulado y reemplazarlo con un consulado honorario; Los noruegos estadounidenses del área criticaron el resultado
El consulado de Minneapolis sirvió a Minnesota, Iowa, Míchigan, Montana, Nebraska, Dakota del Norte, Dakota del Sur y Wisconsin. En 2007 había 850.000 personas de ascendencia noruega en Minnesota. En 2007 el consulado tenía cuatro empleados permanentes y un interno.
En 2007, el exvicepresidente de los Estados Unidos, Walter Mondale, aceptó servir como Cónsul General Honorario. Fue sucedido por Gary Gandrud cuyo abuelo P.A. Gandrud había servido tanto en la asamblea como en el senado en la legislatura de Minnesota. Eivind Heiberg, CEO de Sons of Norway, es el cónsul honorario de Minneapolis.

### Miami
Anteriormente había un consulado noruego en Miami que prestaba servicios en Florida, Alabama, Georgia, Carolina del Norte, Carolina del Sur y el Caribe. El consulado cerró el 1 de abril de 2003. Después de su cierre, su territorio se dividió entre los consulados en Houston, Nueva York, Caracas y Ciudad de México.

## Lecturas recomendadas
- Cole, Wayne S. (1989) Norway and the United States, 1905–1955: Two democracies in peace and war. Ames: Iowa State University Press. ISBN 0813803217.